# 康山渚
31°25′23″N 120°12′45″E / 31.42316°N 120.21263°E
康山渚，位于中华人民共和国江苏省无锡市滨湖区的突出山丘，是滨湖区与太湖的交接点之一。

## 特点
康山渚是“太湖十二渚”之一。2005年后，当地政府将太湖十二渚中的庙山渚、羊歧渚、杜景渚、白旄渚、良河渚、康山渚合并开发规划，形成太湖生态度假区。当地有康山村。康山渚与良河渚之间有吴塘门，是无锡水路进入太湖的两大出口之一（另一个为独山门）。